# Улица Папанина (Мурманск)
У́лица Папа́нина — улица в Мурманске. Является ответвлением улицы Карла Маркса. Берёт своё начало от здания «Роснефти» и упирается в улицу Челюскинцев на севере.

## История названия
Улица была названа 30 сентября 1986 года в честь дважды Героя Советского Союза И. Д. Папанина, который руководил первой полярной станцией «Северный полюс».

## География
Улица Папанина расположена у подножия четвёртой террасы. Она проходит перпендикулярно склону сопки, поэтому перепад высот невелик. Левая сторона улицы представляет собой относительно пологий спуск, который плотно застроен жилыми и нежилыми зданиями. Правый подъём более крутой и высокий, здания на этой стороне выстроены в один ряд вдоль улицы.

## Транспорт
Небольшой участок от улицы Карла Маркса до улицы Буркова служит частью троллейбусного кольца для маршрута № 10. По тому же участку проходят автобусные маршруты № 18, 29 (остановка «Улица Карла Маркса» в сторону кинотеатра «Мурманск»). По всей улице проходит автобусный маршрут № 10.

## Здания и сооружения
На улице располагаются:
- Городская детская консультативно-диагностическая поликлиника, дом 1;
- Мурманский ЦНТИ (центр научно-технической информации), дом 4;
- Школа № 53, дом 3;
- Офис «Мурманский» ПАО «Альфа банк», дом 3/1;
- Мурманский политехнический лицей (бывшая школа № 14, здание 1936 года постройки), дом 10;
- Отдел вневедомственной охраны по городу Мурманску, дом 25;
- Здание общежития железнодорожников (объект культурного наследия регионального значения[2], 1955 года постройки), дом 30.

## Пересекаемые улицы
Улица Папанина берёт начало от улицы Карла Маркса. К улице примыкают:
- улица Буркова;
- улица Софьи Перовской;
- проспект Ленина.

Улица примыкает к улице Челюскинцев, её продолжением после примыкания служит улица Загородная.